# عفنة أليفة الكهوف
عفنة أليفة الكهوف (الاسم العلمي:Mucor troglophilus) هي نوع من الفطريات تتبع جنس العفنة من الفصيلة العفنية.